# はずかしがらずに男たちよ
「はずかしがらすに男たちよ」（はずかしがらすにおとこたちよ）は、1991年1月1日に発売された小柳ルミ子の45枚目のシングルである。

## 解説
- 「たそがれラブコール」以来10年ぶりに阿久悠が作詞を担当。

## 収録曲
- 全曲作詞：阿久悠／作曲：三木たかし・川口真／編曲：川村栄二

1. はずかしがらすに男たちよ
2. きぬぎぬ